# Paolo Malatesta
Paolo Malatesta, detto il Bello (Verucchio, 1246 circa – Rimini, tra il 1283 e il 1285), è stato un nobile italiano, figlio terzogenito di Malatesta da Verucchio (il dantesco Mastin Vecchio) e della prima moglie Concordia dei Pandolfini. Fu il capostipite del ramo dei Malatesta di Ghiaggiolo (o Giaggiolo), nell'Appennino forlivese. Nel 1270 assunse il titolo di Conte di Giaggiolo attraverso il matrimonio con Orabile Beatrice erede dei Conti Severi di Giaggiolo che portò in dote castelli e terre della Contea di Giaggiolo (o Ghiaggiolo), antica contea della Romanula.

## Biografia
Si può collocare la sua nascita intorno al 1246. La famiglia di Paolo diede origine ai Malatesta signori di Rimini. Aveva tre fratelli: Giovanni (detto Gianciotto), Malatestino e Maddalena. Era detto il Bello per la sua prestanza fisica, in contrapposizione alla scarsa avvenenza di Gianciotto.
Paolo sposò nel 1270 Orabile Beatrice (1255-1303 circa), l'ultima erede dei conti Severi di Ghiaggiolo, un feudo situato nell'Appennino forlivese, rimasto senza eredi maschi. La contea comprendeva anche Cusercoli, Valdoppio, e Particeto. Il casato dei Ghiaggiolo era alleato con i Montefeltro (entrambi ghibellini), ma antagonisti dei guelfi Malatesta: le nozze esprimevano un successo diplomatico di Malatesta da Verucchio che ambiva al possesso di quei territori.
Dalla loro unione nacquero due figli: Uberto II, che portò il titolo comitale, e Margherita, futura sposa di Aghinolfo Guidi di Romena. Paolo fu così il progenitore della linea dei Malatesta di Ghiaggiolo estintasi nel 1757 con Lamberto.
L'unione non fu tuttavia felice, poiché i sentimenti del giovane erano concentrati sulla cognata Francesca da Polenta, moglie del fratello Giovanni, che suscitò in lui vivo interesse fin dal loro primo incontro avvenuto quando lei credette di dover sposare Paolo e non Gianciotto. Al matrimonio per procura, celebrato a Ravenna, infatti, Paolo rappresentava Gianciotto.
Tradizionalmente Paolo è stato ritratto come una figura romantica, bella, poco incline alle questioni di potere, rivolto piuttosto alla cultura ed ai piaceri della vita. Recenti indagini, invece, lo rivelano come un giovane molto attento alla politica e immerso nei giochi di potere del tempo, ben capace di separare la vita politica da quella sentimentale, per quanto leggendariamente turbolenta e appassionata.
Paolo seguì il padre nelle sue vicende belliche contro i ghibellini: nel 1265 insieme a Malatesta combatté contro Guido da Montefeltro e, nello stesso anno, affrontò con Guido da Polenta i Traversari.
Le sue doti diplomatiche lo portarono ad essere scelto dal papa Martino IV come capitano del popolo a Firenze nel marzo 1282. Qui presumibilmente Dante Alighieri ebbe occasione di conoscerlo. Con il ritorno a Rimini, la sua promettente carriera, appena agli inizi, venne interrotta dalla tragica morte: Paolo infatti venne ucciso dal fratello Gianciotto insieme con la moglie di questo, Francesca. Il fatto avvenne probabilmente tra il febbraio 1283 (data del rientro di Paolo a Rimini) e il 1284, quando i due amanti vennero sorpresi insieme dallo stesso Gianciotto. Il luogo tradizionale dove si verificò l'assassinio sarebbe stato il castello di Gradara.
La storia è narrata in un memorabile passo dell'Inferno di Dante (Canto V). Il Sommo Poeta, invero, inserì l'episodio in omaggio a Paolo che aveva conosciuto in gioventù a Firenze; molti anni dopo, ormai da lungo tempo in esilio, fu chiamato a Ravenna da Guido Novello, di cui Francesca era zia ed ebbe modo di conoscere da vicino la sede storica della vicenda da lui cantata anni prima. Nella rocca di Gradara fu rinvenuta una tomba appartenuta sicuramente a una nobile signora, non così per quanto riguarda il sepolcro di Paolo che il fratello avrebbe ben occultato, perché prova tangibile del tradimento della consorte e del delitto, soprattutto in vista di un suo secondo matrimonio.

## Ascendenza
|                          |   |          | Genitori |  |  | Nonni                 |  |  | Bisnonni         |  |
|                          |   |          |          |  |  | Malatesta I Malatesta |  |  | Malatesta Minore |  |
|                          |   |          |          |  |  | Malatesta I Malatesta |  |  | Malatesta Minore |  |
|                          |   | Alaburga |          |  |  | Malatesta I Malatesta |  |  |                  |  |
| Malatesta da Verucchio   |   |          |          |  |  | Malatesta I Malatesta |  |  |                  |  |
|                          |   | Adelasia | …        |  |  |                       |  |  |                  |  |
|                          |   | Adelasia | …        |  |  |                       |  |  |                  |  |
|                          |   | Adelasia | …        |  |  |                       |  |  |                  |  |
| Paolo Malatesta          |   | Adelasia |          |  |  |                       |  |  |                  |  |
|                          | … | …        |          |  |  |                       |  |  |                  |  |
|                          | … | …        |          |  |  |                       |  |  |                  |  |
|                          | … | …        |          |  |  |                       |  |  |                  |  |
| Concordia dei Pandolfini | … |          |          |  |  |                       |  |  |                  |  |
|                          |   | …        | …        |  |  |                       |  |  |                  |  |
|                          |   | …        | …        |  |  |                       |  |  |                  |  |
|                          |   | …        | …        |  |  |                       |  |  |                  |  |
|                          |   | …        |          |  |  |                       |  |  |                  |  |

## Galleria d'immagini

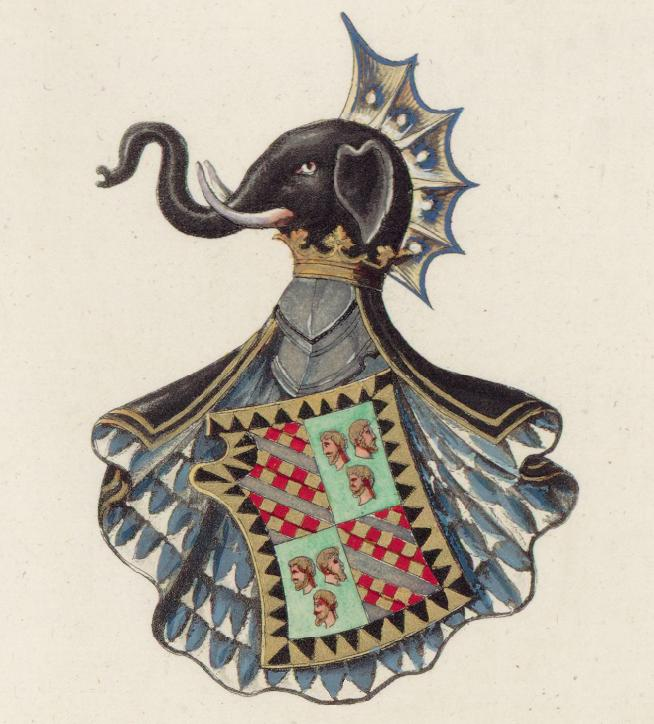
Blasone dei Malatesta (da Pompeo Litta)
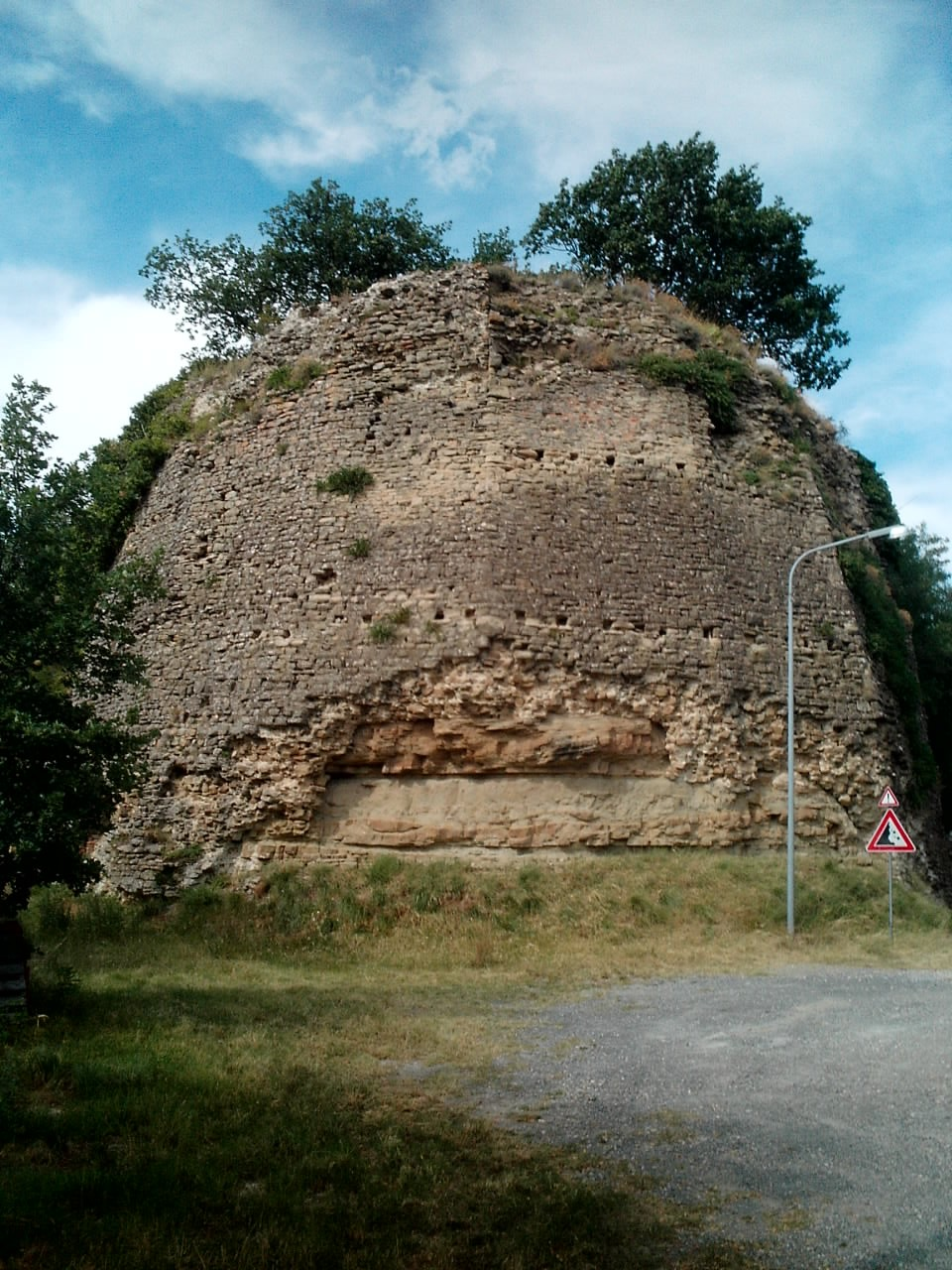
Resti del castello di Giaggiolo
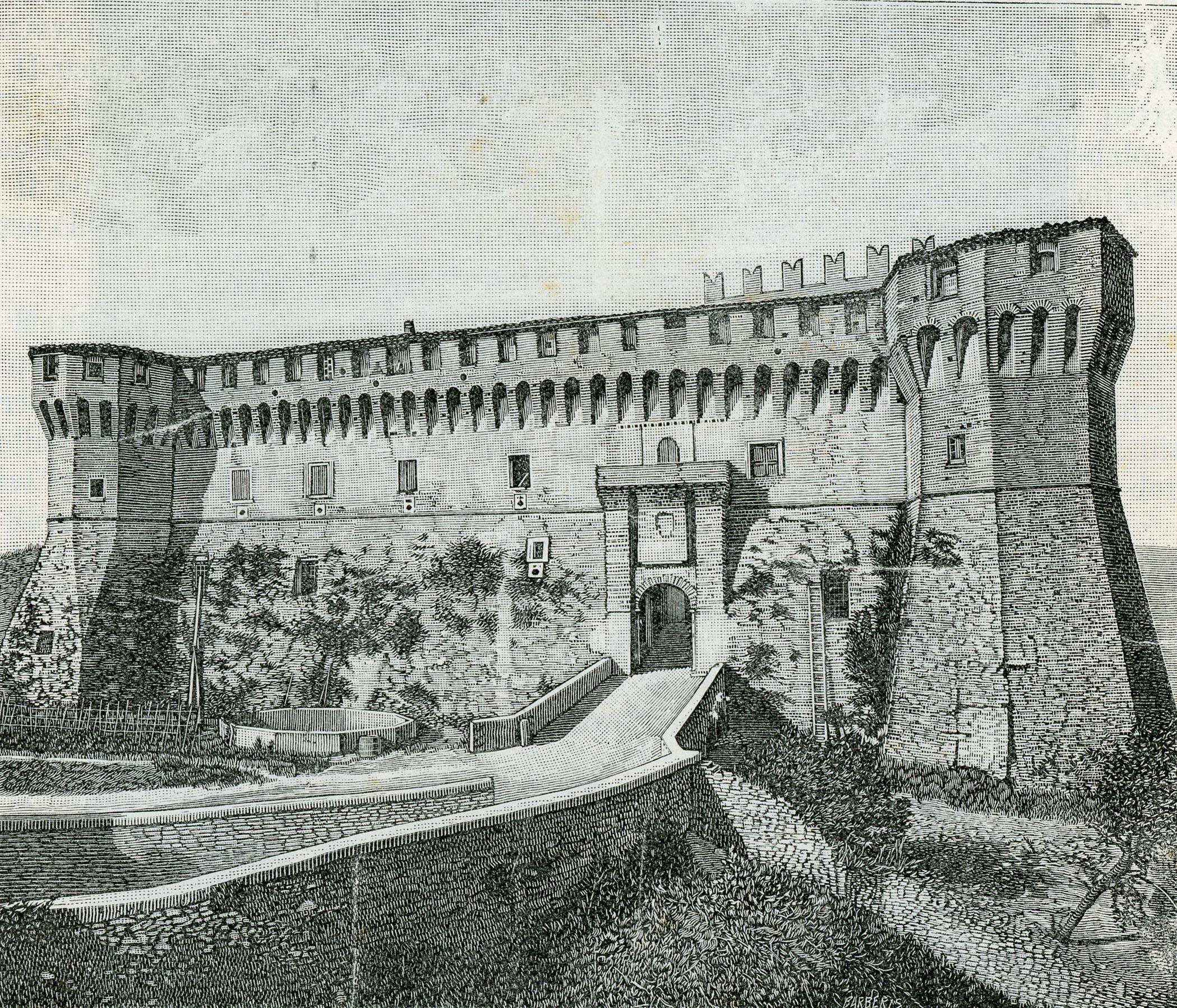
Il castello di Gradara nel 1898
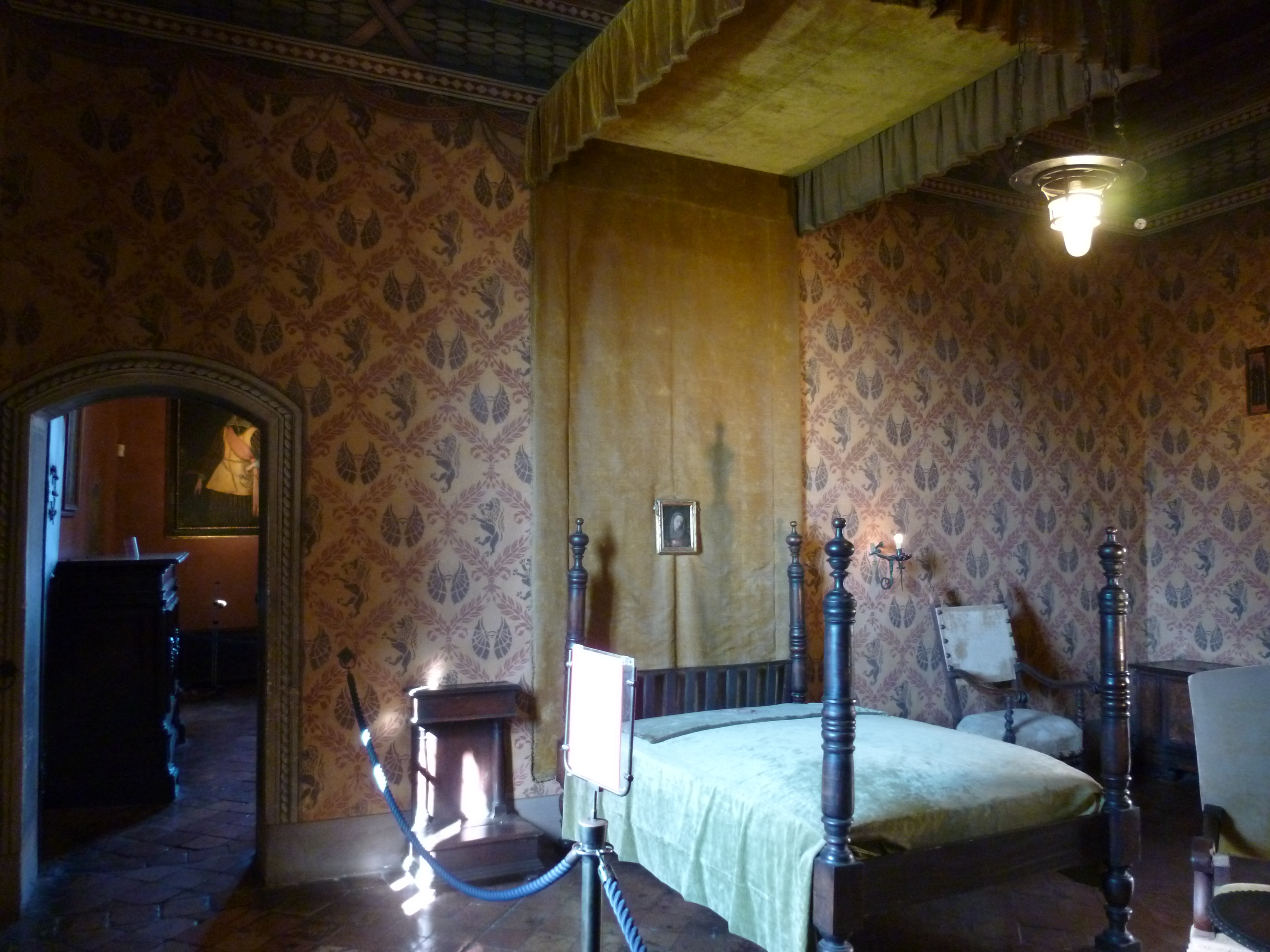
Rocca di Gradara